# Coupe de Tunisie de football 2016-2017
Navigation
Coupe de Tunisie 2015-2016 Coupe de Tunisie 2017-2018
La coupe de Tunisie de football 2016-2017 est la 60e édition de la coupe de Tunisie depuis 1956 et la 85e au total, une compétition à élimination directe mettant aux prises des centaines de clubs de football amateurs et professionnels à travers la Tunisie. Elle est organisée par la Fédération tunisienne de football.

## Résultats

### 1ertouramateurs
Il est disputé par les 48 clubs de la Ligue III. Ce premier tour est disputé au niveau régional entre les clubs de la même poule.
| Date du match  | Équipe 1                            | Équipe 2                              | Score 90 min | Score Prol. | Tirs au but |
| -------------- | ----------------------------------- | ------------------------------------- | ------------ | ----------- | ----------- |
| 8 octobre 2016 | Aigle sportif de Metline            | Avenir sportif d'Oued Ellil           | 0-1          |             |             |
| 8 octobre 2016 | El Ahly Mateur                      | Jeunesse sportive d'El Omrane         | 1-2          |             |             |
| 8 octobre 2016 | Avenir sportif de La Soukra         | STIR sportive de Zarzouna             | 0-1          |             |             |
| 8 octobre 2016 | Étoile sportive de Radès            | Vague sportive de Menzel Abderrahmane | 0-1          |             |             |
| 8 octobre 2016 | Mouldiet Manouba                    | Club olympique des transports         | 1-0          |             |             |
| 8 octobre 2016 | Avenir sportif de Mohamedia         | Association Mégrine Sport             | 3-2          |             |             |
| 8 octobre 2016 | Étoile sportive de Oueslatia        | Dahmani Athlétique Club               | 2-2          | 2-2         | 4-2         |
| 8 octobre 2016 | Réussite sportive de Sbiba          | Union sportive de Bousalem            | 3-1          |             |             |
| 8 octobre 2016 | Étoile sportive de Béni Khalled     | Avenir sportif de Soliman             | 2-1          |             |             |
| 9 octobre 2016 | Union sportive de Sbeïtla           | Étoile sportive du Fahs               | 2-1          |             |             |
| 8 octobre 2016 | Avenir sportif keffois de Barnoussa | Espoir sportif de Haffouz             | 2-2          | 2-2         | 2-4         |
| 8 octobre 2016 | Aigle sportif de Jelma              | Club sportif de Makthar               | 2-0          |             |             |
| 8 octobre 2016 | Hirondelle sportive de Kalâa Kebira | Avenir sportif de Rejiche             | 2-1          |             |             |
| 8 octobre 2016 | Union sportive de Ksour Essef       | Stade soussien                        | 1-0          |             |             |
| 8 octobre 2016 | Club sportif de Hergla              | Club sportif de Bembla                | 1-1          | 1-3         |             |
| 8 octobre 2016 | El Makarem de Mahdia                | Club sportif hilalien                 | 1-2          |             |             |
| 8 octobre 2016 | Sporting Club de Moknine            | Kalâa Sport                           | 2-0          |             |             |
| 8 octobre 2016 | En-Nadi Ahly de Bouhjar             | Croissant sportif chebbien            | 0-0          | 0-0         | 4-3         |
| 8 octobre 2016 | Zitouna sportive de Chammakh        | Flèche sportive de Gafsa Ksar         | 1-0          |             |             |
| 8 octobre 2016 | Wided sportif d’El Hamma            | Progrès sportif de Sakiet Eddaïer     | 0-1          |             |             |
| 8 octobre 2016 | Étoile sportive de Fériana          | Club sportif de Jebeniana             | 1-1          | 1-1         | 4-3         |
| 8 octobre 2016 | La Palme sportive de Tozeur         | Étoile sportive d’El Jem              | 2-1          |             |             |
| 8 octobre 2016 | Croissant sportif de Redeyef        | Océano Club de Kerkennah              | 1-0          |             |             |
| 8 octobre 2016 | Union sportive de Métouia           | Espoir sportif de Jerba Midoun        | 1-0          |             |             |

### 1ertourde la Ligue II
| Date du match   | Équipe 1                         | Équipe 2                           | Score 90 min | Score Prol. | Tirs au but |
| --------------- | -------------------------------- | ---------------------------------- | ------------ | ----------- | ----------- |
| 30 octobre 2016 | El Gawafel sportives de Gafsa    | Olympique du Kef                   | 2-0          |             |             |
| 30 octobre 2016 | Union sportive monastirienne     | Football Club Hammamet             | 0-1          |             |             |
| 30 octobre 2016 | Association sportive de l'Ariana | Stade africain de Menzel Bourguiba | 1-2          |             |             |
| 30 octobre 2016 | Union sportive de Siliana        | Association sportive de Djerba     | 0-2          |             |             |
| 30 octobre 2016 | Stade nabeulien                  | Sporting Club de Ben Arous         | 1-1          | 1-1         | 3-5         |
| 30 octobre 2016 | Grombalia Sports                 | Stade tunisien                     | 1-0          |             |             |
| 30 octobre 2016 | Espoir sportif de Hammam Sousse  | Stade sportif sfaxien              | 0-0          | 0-1         |             |
| 30 octobre 2016 | Croissant sportif de M'saken     | Club olympique de Médenine         | 1-0          |             |             |
| 30 octobre 2016 | Sfax railway sport               | Avenir sportif de Kasserine        | 3-1          |             |             |
| 30 octobre 2016 | Club sportif de Korba            | Jendouba Sports                    | 3-1          |             |             |

### Qualifiés des ligues régionales
- Ligue de Tunis : El Khadra Sport et Jeunesse sportive de Hraïria
- Ligue de Bizerte : El Maali sportive de Sejnane et Avenir sportif d'El Batan
- Ligue du Cap Bon : Union sportive de Borj Cédria et Essor sportif de Bir Mcherga
- Ligue du Kef : Wided sportif de Sers et Football Club de Jérissa
- Ligue de Sousse : Espoir sportif de Kondar et Union sportive de Sidi Bou Ali
- Ligue de Monastir : Union sportive de Ksibet el-Médiouni et Éclair sportif de Béni Hassen
- Ligue de Kairouan : Baath sportif de Sidi Amor Bouhajla
- Ligue de Sidi Bouzid et Kasserine : Club sportif de Bir El Haffey
- Ligue de Sfax : Badr sportif d'El Aïn et Astre sportif d'Agareb
- Ligue de Gafsa : Mine sportive de Métlaoui et Football M'dilla Club
- Ligue de Gabès : Astre sportif de Souk Lahad
- Ligue de Médenine : Club sportif de Bir Lahmar

### 2etouramateurs
| Date du match    | Équipe 1                       | Équipe 2                              | Score 90 min | Score Prol. | Tirs au but |
| ---------------- | ------------------------------ | ------------------------------------- | ------------ | ----------- | ----------- |
| 13 novembre 2016 | Étoile sportive de Fériana     | Union sportive de Borj Cédria         | 1-0          |             |             |
| 13 novembre 2016 | El Khadra Sport                | Badr sportif d'El Aïn                 | 0-2          |             |             |
| 13 novembre 2016 | Croissant sportif de Redeyef   | Union sportive de Ksibet el-Médiouni  | 1-2          |             |             |
| 16 novembre 2016 | STIR sportive de Zarzouna      | Baath sportif de Sidi Amor Bouhajla   | 4-1          |             |             |
| 13 novembre 2016 | Jeunesse sportive de Hraïria   | Club sportif de Bir El Haffey         | 1-1          | 1-1         | 3-5         |
| 13 novembre 2016 | Mine sportive de Métlaoui      | Espoir sportif de Kondar              | 0-0          | 0-0         | 6-5         |
| 13 novembre 2016 | Sporting Club de Moknine       | Mouldiet Manouba                      | 2-0          |             |             |
| 13 novembre 2016 | Eclair sportif de Béni Hassen  | Espoir sportif de Haffouz             | 1-2          |             |             |
| 13 novembre 2016 | Union sportive de Ksour Essef  | Union sportive de Sbeïtla             | 2-2          | 3-2         |             |
| 16 novembre 2016 | El Maali sportive de Sejnane   | Étoile sportive de Béni Khalled       | 0-2          |             |             |
| 13 novembre 2016 | Réussite sportive de Sbiba     | Club sportif de Bembla                | 1-1          | 1-1         | 3-4         |
| 16 novembre 2016 | Avenir sportif d'El Batan      | Hirondelle sportive de Kalâa Kebira   | 2-2          | 3-3         | 4-3         |
| 13 novembre 2016 | Étoile sportive de Oueslatia   | Progrès sportif de Sakiet Eddaïer     | 1-1          | 1-1         | 3-4         |
| 13 novembre 2016 | Aigle sportif de Jelma         | Football M'dilla Club                 | 3-1          |             |             |
| 13 novembre 2016 | Essor sportif de Bir Mchergua  | En-Nadi Ahly de Bouhjar               | 0-4          |             |             |
| 12 novembre 2016 | Zitouna sportive de Chammakh   | Avenir sportif de Mohamedia           | Forfait      |             |             |
| 12 novembre 2016 | Astre sportif de Souk Lahad    | Jeunesse sportive d'El Omrane         | Forfait      |             |             |
| 13 novembre 2016 | La Palme sportive de Tozeur    | Wided sportif de Sers                 | 0-0          | 0-0         | 2-4         |
| 13 novembre 2016 | Club sportif hilalien          | Club sportif de Bir Lahmar            | 3-0          |             |             |
| 13 novembre 2016 | Union sportive de Sidi Bou Ali | Football Club de Jérissa              | 2-0          |             |             |
| 13 novembre 2016 | Union sportive de Métouia      | Astre sportif d'Agareb                | 2-1          |             |             |
| 12 novembre 2016 | Avenir sportif d'Oued Ellil    | Vague sportive de Menzel Abderrahmane | 1-1          | 1-1         | 3-2         |

### Troisième tour
| Date du match    | Équipe 1                             | Équipe 2                           | Score 90 min | Score Prol. | Tirs au but |
| ---------------- | ------------------------------------ | ---------------------------------- | ------------ | ----------- | ----------- |
| 19 novembre 2016 | Aigle sportif de Jelma               | Club sportif hilalien              | 2-0          |             |             |
| 19 novembre 2016 | Avenir sportif d'Oued Ellil          | Football Club Hammamet             | 1-1          | 1-1         | 2-3         |
| 19 novembre 2016 | Étoile sportive de Fériana           | Progrès sportif de Sakiet Eddaïer  | 2-2          | 2-2         | 5-6         |
| 20 novembre 2016 | Wided sportif de Sers                | Club sportif de Korba              | 1-0          |             |             |
| 19 novembre 2016 | Sporting Club de Moknine             | Astre sportif de Souk Lahad        | 2-1          |             |             |
| 19 novembre 2016 | Club sportif de Bembla               | Stade africain de Menzel Bourguiba | 1-0          |             |             |
| 19 novembre 2016 | Zitouna sportive de Chammakh         | Croissant sportif de M'saken       | 0-1          |             |             |
| 20 novembre 2016 | Union sportive de Ksibet el-Médiouni | Sfax railway sport                 | 0-2          |             |             |
| 19 novembre 2016 | Espoir sportif de Haffouz            | Mine sportive de Métlaoui          | 3-1          |             |             |
| 20 novembre 2016 | En-Nadi Ahly de Bouhjar              | Stade sportif sfaxien              | 0-0          | 1-0         |             |
| 20 novembre 2016 | Badr sportif d'El Aïn                | Grombalia Sports                   | 1-0          |             |             |
| 19 novembre 2016 | Union sportive de Ksour Essef        | Union sportive de Sidi Bou Ali     | 0-0          | 0-0         | 2-3         |
| 19 novembre 2016 | Union sportive de Métouia            | Club sportif de Bir El Haffey      | 3-1          |             |             |
| 20 novembre 2016 | Association sportive de Djerba       | STIR sportive de Zarzouna          | Forfait      |             |             |
| 20 novembre 2016 | Avenir sportif d'El Batan            | El Gawafel sportives de Gafsa      | 0-2          |             |             |
| 20 novembre 2016 | Sporting Club de Ben Arous           | Étoile sportive de Béni Khalled    | 2-0          |             |             |

### Seizièmes de finale
| Date du match    | Équipe 1                       | Équipe 2                          | Score 90 min | Score Prol. | Tirs au but |
| ---------------- | ------------------------------ | --------------------------------- | ------------ | ----------- | ----------- |
| 30 novembre 2016 | Badr sportif d'El Aïn          | Espérance sportive de Tunis       | 0-4          |             |             |
| 30 novembre 2016 | Club sportif de Bembla         | Club africain                     | 0-5          |             |             |
| 30 novembre 2016 | Club sportif sfaxien           | Club sportif de Hammam Lif        | 2-2          | 2-2         | 3-5         |
| 30 novembre 2016 | Sporting Club de Ben Arous     | Club athlétique bizertin          | 0-0          | 0-2         |             |
| 30 novembre 2016 | Espoir sportif de Haffouz      | Étoile sportive de Métlaoui       | 0-1          |             |             |
| 30 novembre 2016 | El Gawafel sportives de Gafsa  | Jeunesse sportive kairouanaise    | 0-1          |             |             |
| 30 novembre 2016 | Union sportive de Sidi Bou Ali | Union sportive de Ben Guerdane    | 2-7          |             |             |
| 30 novembre 2016 | Espérance sportive de Zarzis   | Avenir sportif de Gabès           | 1-1          | 3-1         |             |
| 30 novembre 2016 | Union sportive de Métouia      | Union sportive de Tataouine       | 0-1          |             |             |
| 30 novembre 2016 | Association sportive de Djerba | Olympique de Béja                 | 1-0          |             |             |
| 30 novembre 2016 | Sporting Club de Moknine       | Football Club Hammamet            | 0-1          |             |             |
| 30 novembre 2016 | Wided sportif de Sers          | Progrès sportif de Sakiet Eddaïer | 2-1          |             |             |
| 30 novembre 2016 | Aigle sportif de Jelma         | Croissant sportif de M'saken      | 1-2          |             |             |
| 30 novembre 2016 | En-Nadi Ahly de Bouhjar        | Stade gabésien                    | 0-1          |             |             |
| 30 novembre 2016 | Avenir sportif de La Marsa     | Sfax railway sport                | 3-0          |             |             |
| 30 novembre 2016 | Étoile sportive du Sahel       | -                                 | Qualifié     |             |             |

### Huitièmes de finale
| Date du match    | Équipe 1                       | Équipe 2                       | Score 90 min | Score Prol. | Tirs au but |
| ---------------- | ------------------------------ | ------------------------------ | ------------ | ----------- | ----------- |
| 14 décembre 2016 | Stade gabésien                 | Étoile sportive de Métlaoui    | 1-1          | 2-1         |             |
| 14 décembre 2016 | Avenir sportif de La Marsa     | Union sportive de Ben Guerdane | 1-1          | 1-1         | 3-4         |
| 14 décembre 2016 | Croissant sportif de M'saken   | Club africain                  | 1-3          |             |             |
| 14 décembre 2016 | Wided sportif de Sers          | Espérance sportive de Zarzis   | 1-3          |             |             |
| 14 décembre 2016 | Jeunesse sportive kairouanaise | Étoile sportive du Sahel       | 0-4          |             |             |
| 14 décembre 2016 | Football Club Hammamet         | Espérance sportive de Tunis    | 2-3          |             |             |
| 14 décembre 2016 | Club sportif de Hammam Lif     | Association sportive de Djerba | 0-0          | 2-0         |             |
| 14 décembre 2016 | Club athlétique bizertin       | Union sportive de Tataouine    | 1-0          |             |             |

### Quarts de finale
| Date du match   | Équipe 1                       | Équipe 2                     | Score 90 min | Score Prol. | Tirs au but |
| --------------- | ------------------------------ | ---------------------------- | ------------ | ----------- | ----------- |
| 19 février 2017 | Club sportif de Hammam Lif     | Étoile sportive du Sahel     | 0-0          | 0-0         | 5-4         |
| 19 février 2017 | Espérance sportive de Tunis    | Espérance sportive de Zarzis | 2-0          |             |             |
| 19 février 2017 | Club athlétique bizertin       | Club africain                | 0-0          | 0-0         | 1-2         |
| 19 février 2017 | Union sportive de Ben Guerdane | Stade gabésien               | 1-0          |             |             |

### Demi-finales
| Date        | Équipe 1                       | Équipe 2                    | Score 90 min | Score Prol. | Tirs au but |
| ----------- | ------------------------------ | --------------------------- | ------------ | ----------- | ----------- |
| 27 mai 2017 | Club sportif de Hammam Lif     | Club africain               | 0-3          |             |             |
| 28 mai 2017 | Union sportive de Ben Guerdane | Espérance sportive de Tunis | 0-0          | 0-0         | 5-4         |

### Finale
| Date         | Équipe 1      | Équipe 2                       | Score 90 min | Score Prol. | Tirs au but |
| ------------ | ------------- | ------------------------------ | ------------ | ----------- | ----------- |
| 17 juin 2017 | Club africain | Union sportive de Ben Guerdane | 1-0          |             |             |

Le but de la finale est marqué par Saber Khalifa à la 2e minute.
Le match est arbitré par Sadok Selmi, avec Belhassen Najjar et Makrem Zgual comme juges de touche et Amir Ayadi et Mehrez Melki comme arbitres-assistants alors que Mohamed Chaaban est le quatrième arbitre du match.
- Formation du Club africain (entraîneur : Chiheb Ellili) : Farouk Ben Mustapha, Mokhtar Belkhiter, Ali Abdi, Bilel Ifa, Fakhreddine Jaziri, Issam Dhkilalli, Nader Ghandri (puis Ghazi Ayadi), Oussama Darragi (puis Manoubi Haddad), Ibrahim Chenihi (puis Wissem Ben Yahia), Saber Khalifa, Matthew Rusike
- Formation de l'Union sportive de Ben Guerdane (entraîneur : Chokri Khatoui) : Seifeddine Charfi, Mohamed Amine Ben Ismail, Amine Abbès, Idrissa Coulibaly, Rami Khrayef puis Houcine Mansour, Fedi Hemizi, Jacob Epandi, Zoubaier Darragi, Bilel Khefifi, (puis Seifeddine Jaziri), Chamseddine Samti (puis Jilani Abdessalem), Hassen Harbaoui (puis Seifeddine Jaziri)

### Meilleur buteur
Ibrahim Chenihi (Club africain) est le meilleur buteur de l'édition avec trois buts.